# Association Strasbourg Handisport Passion Aventure
L'Association Strasbourg Handisport Passion Aventure est l'équipe de handibasket de Strasbourg, au sein du club handisport omnisports du même nom.

## Histoire
L'ASHPA est le premier club français à avoir remporté une Coupe d'Europe (en 1978).
L'équipe première évolue en Nationale A du championnat de France depuis la saison 2009-2010.

## Palmarès
Européen
- Coupe André Vergauwen (EuroCup 2) :
  - 1978 :  Champion d'Europe

National
- Championnat de France Nationale B : 1986, 2003